# ایولونگ ۳۱۱۹۶
سیارک ۳۱۱۹۶ (به انگلیسی: 31196 Yulong، نامگذاری:1997YL18) سی و یک هزار و صد و نود و ششمین سیارک کشف شده‌است که در ۲۴ دسامبر ۱۹۹۷ کشف شد.